# Гарнер, Дженнифер
Дже́ннифер Энн Га́рнер (англ. Jennifer Anne Garner; род. 17 апреля 1972) — американская актриса и продюсер. Наибольшую известность ей принесла роль агента Сидни Бристоу в телесериале «Шпионка» (2001—2006), за которую Гарнер получила премии «Золотой глобус» и Гильдии киноактёров США, а также четыре раза номинировалась на прайм-тайм премию «Эмми».
Гарнер также известна по ролям в фильмах «Перл-Харбор» (2001), «Поймай меня, если сможешь» (2002), «Из 13 в 30» (2004), ролью Электры в фильмах «Сорвиголова» (2003) и «Электра» (2005), «Джуно» (2007), «Изобретение лжи» (2009), «День святого Валентина» (2010), «Странная жизнь Тимоти Грина» (2012), «Далласский клуб покупателей» (2013), «Александр и ужасный, кошмарный, нехороший, очень плохой день» (2014) и «С любовью, Саймон» (2018).

## Ранние годы
Дженнифер Энн Гарнер родилась 17 апреля 1972 года в Хьюстоне (штат Техас, США). Её мать, Патрисия Энн Инглиш — учительница, а отец — Билли Джек Гарнер, инженер-химик. У Дженнифер есть две сестры, старшая и младшая — Меллиса Уайли и Сюзанна Карпентер.
В три года Гарнер начала брать уроки балета, которым занималась на протяжении всего детства. Хотя ей, по её собственным словам, и нравилось танцевать, но она никогда не думала о том, чтобы стать классической балериной. Когда Дженнифер было четыре года, в связи с работой отца на компанию Union Carbide семья переехала в Чарлстон (штат Западная Виргиния), где Гарнер жила вплоть до поступления в колледж.
В 1990 году Гарнер окончила школу имени Джорджа Вашингтона в Чарлстоне и поступила в Университет Денисона, чтобы изучать химию, но, осознав, что игра на сцене представляет для неё больший интерес, сменила специализацию на актёрское ремесло. В 1994 году Гарнер окончила университет и собиралась продолжить актёрское образование в Йельском университете, однако после посещения Нью-Йорка в 1995 году решила попробовать себя в театре.

## Карьера
В Нью-Йорке Гарнер зарабатывала всего 150 долларов, являясь дублёршей ведущих актрис. После этого она стала появляться на телевидении, дебютировав в телефильме «Зои» по роману Даниэлы Стил. Далее она снималась в двух непродолжительных сериалах, «Важные люди» (1998) и «Время твоей жизни» (1999), а также в двух фильмах студии Hallmark, включая фильм 1997 года «Роуз Хилл», основанный на бестселлере Джулии Гарвуд «Две розы». В 1996 году Гарнер появилась в одном из эпизодов сериала «Закон и порядок» на NBC. Несколько позже она переехала в Лос-Анджелес (штат Калифорния), где сперва устроилась работать администратором в ресторан. Вскоре её пригласили на роль Ханны Бибб в сериал Warner Bros. «Фелисити». В 1999 году она сыграла небольшую роль в одном из эпизодов сериала «Притворщик», а в 2000-м впервые снялась в достаточно известном кинофильме — комедии «Где моя тачка, чувак?», где играла Ванду, девушку героя Эштона Кутчера. В следующем году Гарнер сыграла медсестру в высокобюджетной эпической ленте «Пёрл-Харбор».

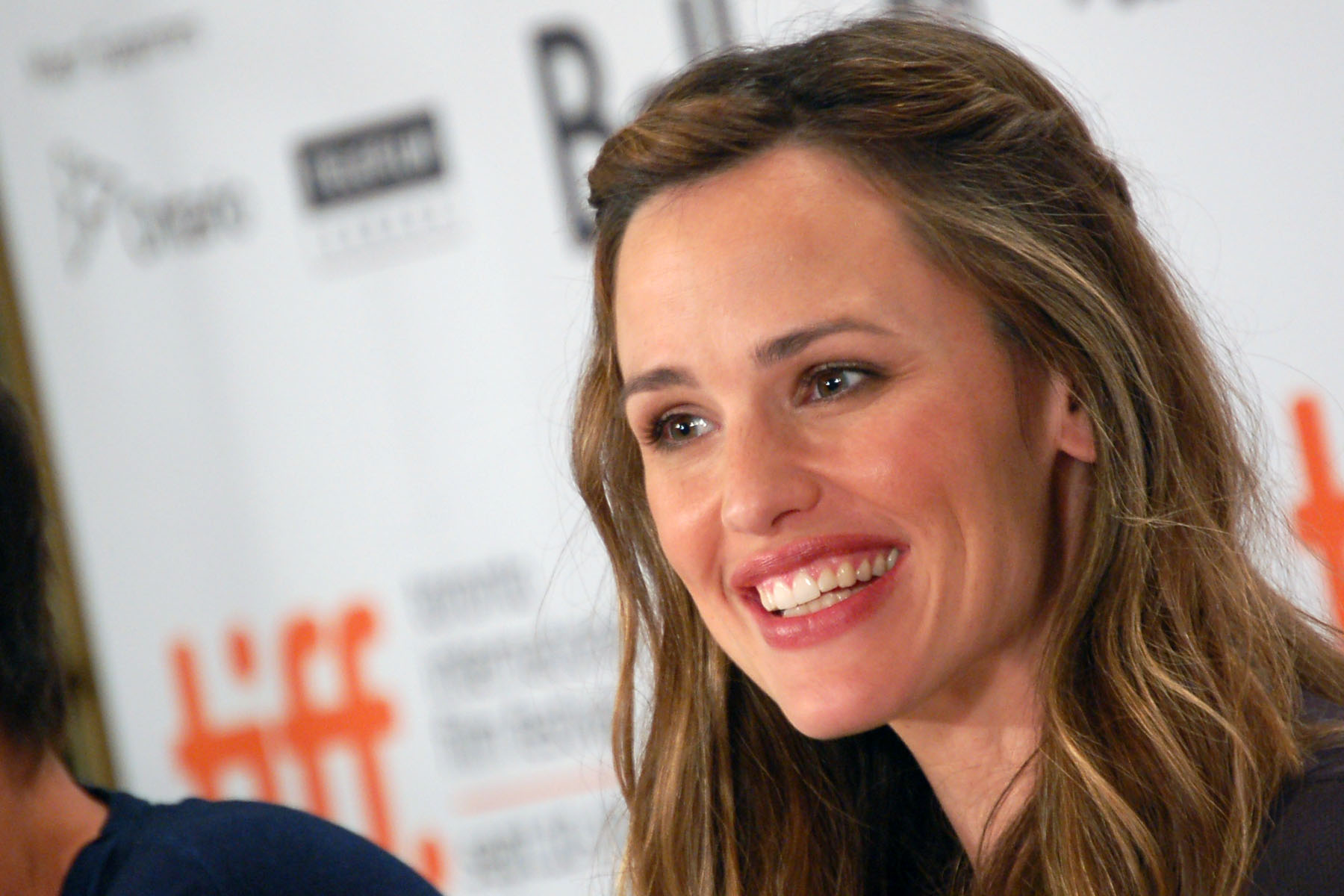
Гарнер на пресс-конференции фильма «Изобретение лжи» в 2009 году

В том же 2001 году Дж. Дж. Абрамс, один из авторов «Фелисити», пригласил Гарнер в новый телесериал, который он создавал для ABC. Дженнифер успешно прошла пробы и была утверждена на ведущую роль Сидни Бристоу в драму «Шпионка». Сериал оказался успешным и выходил на экраны пять сезонов, вплоть до мая 2006 года, а Гарнер за свою игру получила в январе 2002 года «Золотой глобус» в номинации «Лучшая актриса драматического сериала» при том, что сериал шёл всего половину сезона. Гонорар Гарнер изначально составлял 45 000 долларов за серию, а к концу достиг 150 тысяч. За пять лет выхода сериала Гарнер по четыре раза была номинирована на премии «Золотой глобус» и «Эмми». В 2005 году Дженнифер была удостоена премии Гильдии киноактёров США. В марте 2005 года она режиссировала одну из серий «Шпионки» и была одним из продюсеров всего пятого сезона.
После успеха «Шпионки» Гарнер вернулась в кино с небольшой ролью в фильме Стивена Спилберга «Поймай меня, если сможешь». В 2003 году она исполнила роль Электры Начиос в фильме «Сорвиголова», экранизации комикса компании Marvel об одноимённом герое. Эту же роль она исполнила в фильме 2005 года «Электра», всецело посвящённом её героине. Другим фильмом, где Дженнифер исполнила главную роль, была романтическая комедия «Из 13 в 30», имевшая финансовый успех.
В 2005 году Гарнер была включена журналом Forbes в список 100 самых влиятельных знаменитостей под номером 70. С июня 2004 по июль 2005 она заработала 15 миллионов долларов.

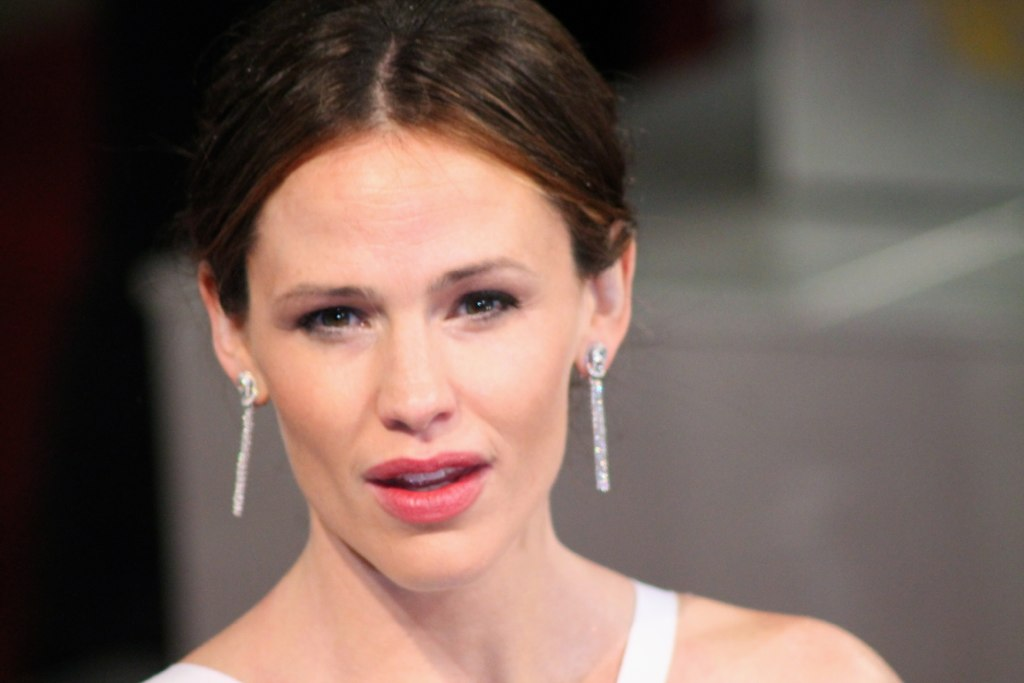
Дженнифер Гарнер на кинофестивале в Торонто, 2013 год

Следующим фильмом Гарнер была романтическая комедия «Кошки-мышки». Также она озвучила одного из персонажей фильма «Паутина Шарлотты», вышедшего в декабре 2006 года. Гарнер основала продюсерскую компанию Vandalia Films, первый фильм которой должен был выйти в 2007 году. Сама Дженнифер является продюсером двух фильмов компании: «Быть с тобой» и «Отпуск друг от друга». Планировалось участие Гарнер в картине Зака Браффа «Открытые сердца», однако она покинула проект, чтобы проводить больше времени с семьёй. В 2007 году вышел фильм «Королевство», где Гарнер сыграла главную роль вместе Джейми Фоксом. В 2007 году Гарнер играла в ленте Джейсона Райтмана «Джуно».
В 2023 году стало известно, что Дженнифер Гарнер повторит роль Электры Натчиос в американском супергеройском фильме «Дэдпул и Росомаха». Фильм основан на одноимённом персонаже комиксов Marvel.

## Личная жизнь
На съёмках сериала «Фелисити» в 1998 году Гарнер встретила актёра Скотта Фоли. 19 октября 2000 года они поженились в их доме в Лос-Анджелесе. Гарнер и Фоли разошлись в марте 2003 года. В мае 2003 года Гарнер подала на развод, в качестве причины указав «непримиримые разногласия». Бракоразводный процесс был завершён в марте 2004 года.
С августа 2003 года по середину 2004 года Гарнер встречалась с актёром Майклом Вартаном, партнёром по сериалу «Шпионка».
В середине 2004 года Гарнер начала встречаться с актёром Беном Аффлеком, с которым снималась в фильмах «Перл-Харбор» (2001) и «Сорвиголова» (2003). Они поженились 29 июня 2005 года на тайной церемонии на островах Теркс и Кайкос. Единственными гостями были актёр Виктор Гарбер, проведший церемонию бракосочетания, и его супруг Райнер Андрисен. У Гарнер и Аффлека есть трое детей — дочери Вайолет Энн Аффлек (род. 1 декабря 2005), крёстным отцом которой является Виктор Гарбер, и Серафина Роуз Элизабет Аффлек (род. 6 января 2009), а также сын Сэмюэл Гарнер Аффлек (род. 27 февраля 2012). В июне 2015 года Гарнер и Аффлек объявили о расставании, и в апреле 2017 года подали документы на развод. Бракоразводный процесс был завершён 7 ноября 2018 года.

## Фильмография
| Год       |    | Русское название                                             | Оригинальное название                                       | Роль                    |
| --------- | -- | ------------------------------------------------------------ | ----------------------------------------------------------- | ----------------------- |
| 1995      | ф  | Зоя                                                          | Zoya                                                        | Саша                    |
| 1996      | тф | Огненная жатва                                               | Harvest of Fire                                             | Сара Тройер             |
| 1996      | с  |                                                              | Swift Justice                                               | Эллисон                 |
| 1996      | с  | Прогулка мертвеца                                            | Dead Man’s Walk                                             | Клара                   |
| 1996      | с  | Закон и порядок                                              | Law & Order                                                 |                         |
| 1996      | с  | Спин-Сити                                                    | Spin City                                                   | Бекки                   |
| 1997      | ф  | По методу Харма                                              | In Harm's Way                                               | Келли                   |
| 1997      | тф | Игрок                                                        | The Player                                                  | Селия Левисон           |
| 1997      | тф | Роуз Хилл                                                    | Rose Hill                                                   | Мэри Роуз               |
| 1997      | ф  | Разбирая Гарри                                               | Deconstructing Harry                                        | женщина в лифте         |
| 1997      | ф  | Площадь Вашингтона                                           | Washington Square                                           | Мэриан Элмонд           |
| 1997      | ф  | Мистер Магу                                                  | Mr. Magoo                                                   | Стейси Сампанаодрита    |
| 1998      | с  |                                                              | Significant Others                                          | Нелл                    |
| 1998      | ф  | 1999                                                         | 1999                                                        | Аннабелль               |
| 1998      | с  | Остров фантазий                                              | Fantasy Island                                              | Салли                   |
| 1998      | с  | Фелисити                                                     | Felicity                                                    | Ханна Бибб              |
| 1999      | с  | Притворщик                                                   | The Pretender                                               | Билли Вон / Дюпри       |
| 1999      | тф | Паника в Нью-Йорке                                           | Aftershock: Earthquake in New York                          | Дайан Агостини          |
| 2000      | ф  | Где моя тачка, чувак?                                        | Dude, Where's My Car?                                       | Ванда                   |
| 1999—2001 | с  | Время твоей жизни                                            | Time of Your Life                                           | Роми                    |
| 2001      | ф  | Пёрл-Харбор                                                  | Pearl Harbor                                                | медсестра Сандра        |
| 2001      | ф  | Приземление Ренни                                            | Rennie’s Landing                                            | К. Брэдшоу              |
| 2002      | ф  | Поймай меня, если сможешь                                    | Catch Me If You Can                                         | Шерил Энн               |
| 2003      | ф  | Сорвиголова                                                  | Daredevil                                                   | Электра Начиос          |
| 2004      | ки | Alias                                                        | Alias                                                       | Сидни Бристоу           |
| 2004      | ф  | Из 13 в 30                                                   | 13 Going on 30                                              | Дженна Ринк             |
| 2004      | мф |                                                              | The Animated Alias: Tribunal                                | Сидни Бристоу           |
| 2005      | ф  | Электра                                                      | Elektra                                                     | Электра Начиос          |
| 2001—2006 | с  | Шпионка                                                      | Alias                                                       | Сидни Бристоу           |
| 2006      | ф  | Кошки-мышки                                                  | Catch and Release                                           | Грэй Уилер              |
| 2007      | ф  | Королевство                                                  | The Kingdom                                                 | Джэнет                  |
| 2007      | ф  | Джуно                                                        | Juno                                                        | Ванесса Лоринг          |
| 2008      | с  | Великие представления                                        | Great Performances                                          | Роксана                 |
| 2009      | ф  | Призраки бывших подружек                                     | Ghosts of Girlfriends Past                                  | Дженни Перотти          |
| 2009      | ф  | Изобретение лжи                                              | The Invention of Lying                                      | Анна Макдуглас          |
| 2010      | ф  | День Святого Валентина                                       | Valentine’s Day                                             | Джулия Фицпатрик        |
| 2011      | ф  | Как по маслу                                                 | Butter                                                      | Лаура Пиклер            |
| 2011      | ф  | Артур. Идеальный миллионер                                   | Arthur                                                      | Сьюзен Джонсон          |
| 2011      | ф  | Странная жизнь Тимоти Грина                                  | The Odd Life of Timothy Green                               | мать                    |
| 2013      | ф  | Далласский клуб покупателей                                  | The Dallas Buyers Club                                      | доктор Ив Сакс          |
| 2014      | ф  | День драфта                                                  | Draft Day                                                   | Эли                     |
| 2014      | ф  | Мужчины, женщины и дети                                      | Men, Women & Children                                       | Патриция Белтмейер      |
| 2014      | ф  | Александр и ужасный, кошмарный, нехороший, очень плохой день | Alexander and the Terrible, Horrible, No Good, Very Bad Day | Келли Купер             |
| 2015      | ф  | Второй шанс                                                  | Danny Collins                                               | Саманта Ли Доннелли     |
| 2016      | ф  | Чудеса с небес                                               | Miracles from Heaven                                        | Кристи Бим              |
| 2016      | ф  | Несносные леди                                               | Mother’s Day                                                | Дана Бартон             |
| 2016      | ф  | Девять жизней                                                | Nine Lives                                                  | Лара Бренд              |
| 2016      | ф  | Во всём виноват енот                                         | Wakefield                                                   | Дайана Вэйкфилд         |
| 2017      | ф  | Происшествие монументального масштаба                        | A Happening of Monumental Proportions                       | Надин                   |
| 2017      | ф  | Долина грешников                                             | The Tribes of Palos Verdes                                  | Сэнди Мейсон            |
| 2018      | ф  | С любовью, Саймон                                            | Love, Simon                                                 | Эмили Спир              |
| 2018      | ф  | Багровая мята                                                | Peppermint                                                  | Райли                   |
| 2018      | с  | Кемпинг                                                      | Camping                                                     | Кэтрин Максорли-Джоделл |
| 2019      | мф | Волшебный парк Джун                                          | Wonder Park                                                 | мама главной героини    |
| 2021      | ф  | День «да»                                                    | Yes Day                                                     | Эллисон Торрес          |
| 2022      | ф  | Проект «Адам»                                                | The Adam Project                                            | Элли Рид                |
| 2022      | с  | Загрузка                                                     | Upload                                                      | офицер Дженнифер Гарнер |
| 2023      | с  | Последнее, что он сказал мне                                 | The Last Thing He Told Me                                   | Ханна Холл              |
| 2024      | ф  | Дэдпул и Росомаха                                            | Deadpool 3                                                  | Электра Начиос          |